# Kršćanstvo u 1857.
◄◄ | ◄ | 1854. | 1855. | 1856. | 1857.  | 1858. | 1859. | 1860. | ► | ►►
Arhitektura • Astronomija • Biologija • Fotografija • Glazba • Kazalište • Kemija • Kiparstvo • Knjige • Književnost • Kršćanstvo • Meteorologija • Medicina • Planinarstvo • Politika • Pravo • Promet • Slikarstvo • Šport • Znanost • Željeznički promet
Kršćanstvo u 1857.

## Svijet

### Rođenja
- 31. siječnja – Pio XI., papa († 1939.)

## Vanjske poveznice
|  | Zajednički poslužitelj ima još gradiva o temi Kršćanstvo u $3 |